# Ársica
Ársica (románul: Arșița), falu Romániában, Maros megyében.

## Története
Görgényhodák község része. A trianoni békeszerződésig Maros-Torda vármegye Régeni felső járásához tartozott.

## Népessége
2002-ben 79 lakosa volt, ebből 78 román és 1 magyar nemzetiségű.

## Vallások
A falu lakói közül 78-an ortodox hitűek és 1 fő római katolikus.